# Elecciones provinciales de Ontario de 2011
Las elecciones provinciales de Ontario de 2011 ocurrieron el 6 de octubre de 2011, para elegir miembros de la 40.ª legislatura de la provincia canadiense de Ontario. El Partido Liberal, liderado por el primer ministro Dalton McGuinty fue reelecto para un tercer mandato en el gobierno, pero esta vez sin la mayoría absoluta que había gozado los últimos 8 años.
El Partido Conservador Progresista, ahora liderado por Tim Hudak, aumentó su representación parlamentaria, pero no logró derrotar a los liberales, mientras que el Nuevo Partido Democrático, ahora liderado por Andrea Horwath también aumentó su cantidad de bancas en el parlamento.
La elección fue la primera en resultar en un tercer mandato para un gobierno liberal en Ontario desde el siglo XIX, y fue el primer gobierno minoritario desde 1985. 

## Contexto
La elección se llevó a cabo bajo el escrutinio mayoritario uninominal, y fue la 40.ª elección en la historia de la provincia. 
La última elección había resultado en la reelección del gobierno liberal del primer ministro Dalton McGuinty. La falla del entonces líder conservador John Tory en ganar un escaño lo llevó a tratar de ingresar a la legislatura en una elección complementaria, que también perdió, por lo que renunció como líder poco después, siendo reemplazado por Tim Hudak. Howard Hampton, el líder neodemócrata, tampoco siguió, siendo reemplazado por Andrea Horwath, que se convirtió en la primera mujer en liderar el partido naranja.

## Resultados
|  | 37.65 % |

|  | 35.45 % |

|  | 22.74 % |

|  | 2.92 % |

|  | 0.21 % |

|  | 1.03 % |

|  | 99.53 % |

|  | 0.47 % |

|  | 100.00 % |

|  | 48.18 % |